# Stavkirke de Lomen
La stavkirke de Lomen est une stavkirke, une église en bois, située à Vestre Slidre en Norvège. Elle est construite au XIIe siècle et élargie en 1779.